# Szemjon Konsztantyinovics Tyimosenko
Szemjon Konsztantyinovics Tyimosenko  (oroszul: Семён Константинович Тимошенко; Furmanivka, 1895. február 18. – Moszkva, 1970. március 31.), ukrán névváltozatban Семен Костянтинович Тимошенко (Szemen Kosztyantinovics Timosenko) ukrán nemzetiségű szovjet katonatiszt, marsall a második világháború alatt.

## Fiatalkora
Ukrán nemzetiségű paraszti családban született, a dél-besszarábiai Furmanivka faluban. 1915-ben besorozták a cári seregbe és kiküldték a frontra, ahol a lovasság kötelékében harcolt a Németország és az Osztrák-Magyar Monarchia elleni hadműveletekben. Az 1917-es oroszországi forradalmak kitörése után a bolsevikekhez csatlakozott. 1918-ban tagja lett az újonnan felállított Vörös Hadseregnek, 1919-ben pedig a kommunista pártnak.

## A polgárháború és az 1930-as évek
A polgárháború alatt Tyimosenko több fronton is harcolt. A legjelentősebb ütközet, amiben részt vett, a caricini csata volt (Caricin később a Sztálingrád nevet kapta) és itt ismerkedett meg és barátkozott össze Sztálinnal. Ez magyarázza fényes pályafutását, amely Sztálin hatalomra jutása után indult el. 1921-ig Szemjon Bugyonnij alatt szolgált az 1. Lovashadseregben, ők ketten rendelkeztek a legnagyobb befolyással az egész Vörös Hadseregben éveken keresztül. A polgárháború és a lengyel–szovjet háború után Tyimosenko a Vörös Hadsereg lovas haderejének főparancsnoka lett. Ezt követően Vörös Hadsereg-parancsnok lett 1933-ban Fehéroroszországban, 1935-ben Kijevben, 1937-ben az Észak-Kaukázusban és Harkovban, majd 1938-ban újra Kijevben. Ezt követően, 1939 szeptemberében Lengyelország megszállásában az Ukrán Front parancsnoka volt. Sztálin hűséges barátjaként túlélte a nagy tisztogatást.

## A téli háború
1940 januárjában átvette a Finnországgal harcoló szovjet csapatok parancsnokságát Vorosilovtól. A seregnek vezetése alatt sikerült áttörnie a Mannerheim-vonalat, majd a finnek másodlagos védővonalát is, így rákényszerítve őket a moszkvai békeszerződés megkötésére. A győzelemnek köszönhetően Sztálin kinevezte hadügyi népbiztosnak és előléptették marsallá.

## A második világháborúban
Amikor Németország 1941. június 22-én megtámadta a Szovjetuniót, Sztálin kinevezte Tyimosenkót a Központi Front parancsnokának és megbízta, hogy hajtson végre egy visszavonuló hadműveletet Szmolenszkig. A nagy veszteségek ellenére Tyimosenko sikerrel végrehajtotta feladatát.
1942. május 12–24. között ő vezette a második harkovi csata néven ismert ellentámadási kísérletet, amely azonban a szovjetek súlyos vereségével végződött. 640 000 katonájából mintegy 207 000 elesett, vagy fogságba került.
Zsukov Moszkva védelmében elért sikereit látva Sztálin úgy értékelte, hogy Zsukov jobb hadvezér, mint ő, ezért Tyimosenko elvesztette elsőségét. Sztálin előbb Sztálingrádba, majd Leningrádba, aztán 1944-ben a Kaukázusba, majd végül a balti frontra helyezte át.

## A háború után
A háború után Tyimosenko újra a Vörös Hadsereg fehéroroszországi főparancsnoka lett, 1946 júniusában a Dél-uráli Katonai Körzet főparancsnokává nevezték ki, végül 1949-ben visszahelyezték Fehéroroszországba. 1960-ban nyugdíjba vonult, 1970-ben halt meg Moszkvában.

## Fordítás
- Ez a szócikk részben vagy egészben  a   Semyon Timoshenko című angol Wikipédia-szócikk ezen változatának fordításán alapul.  Az eredeti cikk szerkesztőit annak laptörténete sorolja fel. Ez a jelzés csupán a megfogalmazás eredetét és a szerzői jogokat jelzi, nem szolgál a cikkben szereplő információk forrásmegjelöléseként.